# Snecma M88

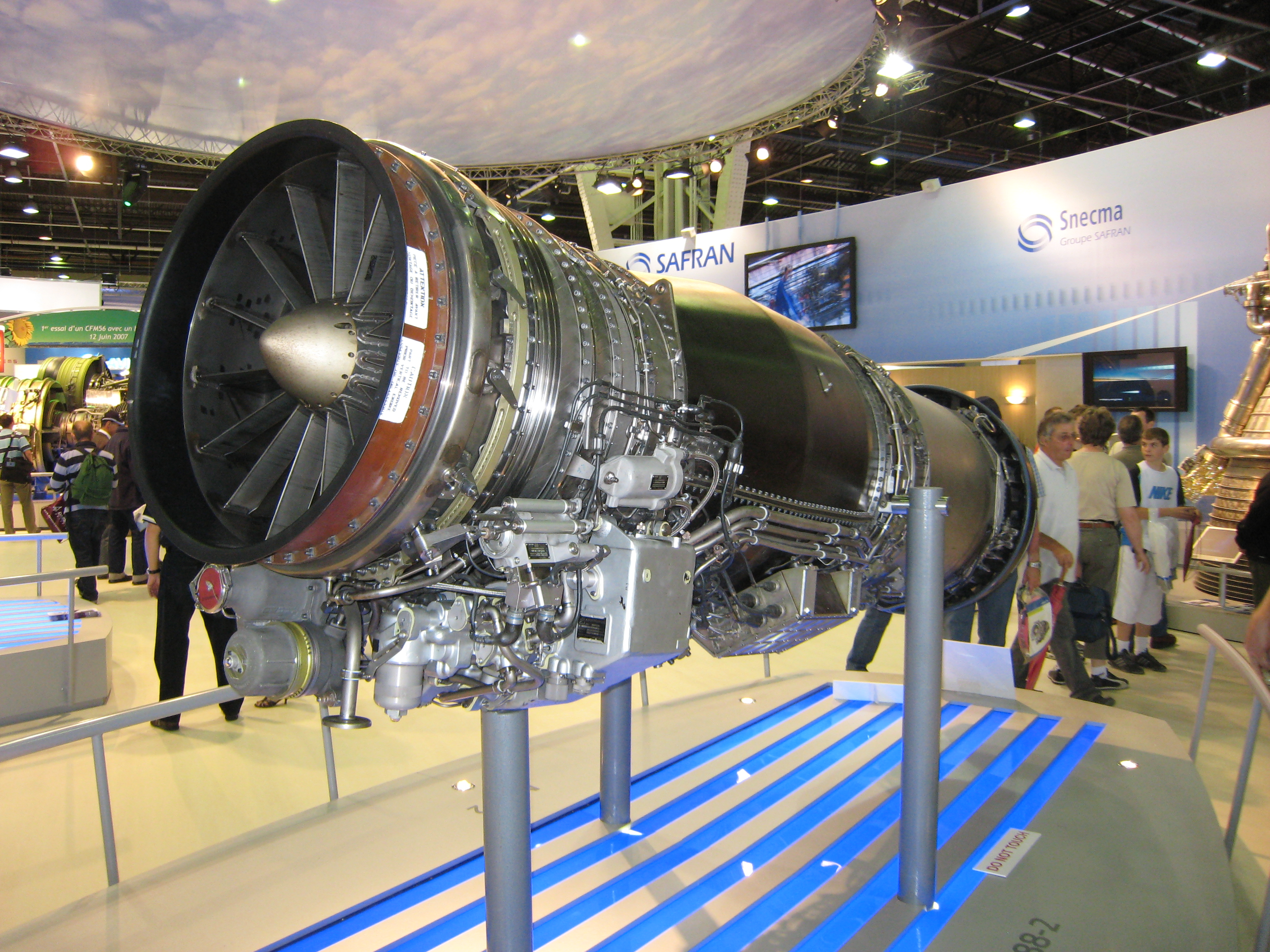
Ein Snecma-M88-2-Triebwerk

Das Snecma M88 ist ein Mantelstromtriebwerk mit Nachbrenner, welches von Snecma für das französische Jagdflugzeug Dassault Rafale entwickelt wurde. Das Triebwerk liefert einen Schub von 50 kN bei einem Kerosinverbrauch (TSFC) von 80 kg/kN⸱h sowie 75 kN bei eingeschaltetem Nachbrenner (170 kg/kN⸱h).

## Geschichte
Seit 1986 wurde bei Snecma am M88-Triebwerk gearbeitet, das in der Version M88-1 ab 1990 bei der Rafale A erprobt wurde und seit 1996 auch in der Serienversion M88-2 zur Verfügung steht. Mit einer Trockenleistung von 50 kN und einer Nachbrennerleistung von 75 kN entspricht es der Leistungsklasse des F404, ist jedoch kleiner und leichter, um die geforderten geringen Abmessungen der Rafale zu ermöglichen. Es handelt sich um ein Zweiwellen-Mantelstromtriebwerk mit drei Niederdruckverdichterstufen, sechs Hochdruckverdichterstufen, einer Ringbrennkammer, je einer gekühlten einstufigen Hoch- und Niederdruckturbine und einem Nachbrenner. Die Schaufeln sind monokristallin gefertigt, was höhere Betriebstemperaturen erlaubt. Das M88 ist das erste Zweiwellentriebwerk von Snecma für Kampfflugzeuge. Diese Auslegung erhöht die Effizienz des Triebwerks, allerdings auch seine Komplexität und das Gewicht. Das Schub-Gewicht-Verhältnis des Triebwerks liegt bei 5,7 ohne und 8,5 mit Nachverbrennung, das Nebenstromverhältnis liegt bei 0,3:1. Die Gesamtverdichtung liegt bei 24,5:1, der Luftdurchsatz bei 65 kg/s. Das M88 ist mit einem redundant ausgelegten volldigitalen, elektronischen Kontrollsystem ausgestattet (sogenanntes FADEC), das die Effizienz des Triebwerks steigert. Um die Wartung und den Austausch einzelner Komponenten zu erleichtern, ist das Triebwerk aus 21 Modulen aufgebaut. Der Wechsel eines ganzen Triebwerkes kann binnen einer Stunde bewerkstelligt werden. Des Weiteren sind alle Rafale mit einer APU von Microturbo, einem Tochterunternehmen von Snecma, ausgestattet, das zur Energieversorgung am Boden und zum Starten der Triebwerke verwendet wird.
Die beiden M88-2 geben der Rafale bei normalem Startgewicht ein Schub-Gewicht-Verhältnis von 1,04. Dassault gibt an, dass die Rafale mit einem überschalloptimierten 1250-Liter-Zusatztank und vier Luft-Luft-Raketen supercruise-fähig ist, also ohne Nachbrenner Überschallgeschwindigkeit erreichen kann. Da dies bislang nicht nachgewiesen werden konnte und der Trockenschub nicht die Werte des Eurofighters erreicht, bleibt das zumindest mit den von Dassault angegebenen Außenlasten zweifelhaft.
Zwischen 2004 und 2007 wurde mit dem M88-ECO-Programm das Potential für künftige Verbesserungen ausgelotet. Einerseits wurde versucht, die Betriebskosten zu reduzieren, wozu die Wartungsintervalle ausgedehnt, die Lebensdauer verlängert und der Treibstoffverbrauch gesenkt werden sollte. Um das zu erreichen, wurde die Niederdruckturbine mit neuen Blisks ausgestattet, die Hochdruckturbine verbessert, wobei insbesondere die Schaufeln gekühlt werden, und der Nachbrenner weitgehend aus leichteren Keramikverbundwerkstoffen gefertigt. Andererseits wurde die Steigerung der Leistung auf rund 60 kN trocken und 90 kN nass durch Erhöhung des Luftdurchsatzes auf 72 kg/s erprobt. Trotz der um rund 20 % gesteigerten Leistung würde der spezifische Treibstoffverbrauch dabei unverändert bleiben. Für beide Ziele wurde jeweils ein eigener Prototyp gebaut und getestet. Jene Änderungen, die zur Reduzierung der Betriebskosten beitragen, sind 2012 als M88-4E in die Serienproduktion übernommen worden. Die Steigerung der Triebwerksleistung wird vorerst nicht umgesetzt. Die Vereinigten Arabischen Emirate sollen aufgrund der besonders hohen Lufttemperaturen des dortigen Einsatzumfeldes und des entsprechend niedrigeren Auftriebs ein Interesse an dieser als M88-3 bezeichneten Variante besitzen.

## Technische Daten
| Kennzahl                 | M88-2          |
| ------------------------ | -------------- |
| Erstlauf                 | 1996           |
| Masse                    | 897 kg         |
| Länge                    | 3,538 m        |
| max. Durchmesser         | 0,9 m          |
| Fandurchmesser           | 0,69 m         |
| Gewicht                  | 897 kg         |
| Schub (trocken/nass)     | 50/75 kN       |
| Kraftstoffverbrauch      | 80/170 kg/kN⸱h |
| Luftdurchsatz            | 65 kg/s        |
| Nebenstromverhältnis     | 0,3:1          |
| Schub-Gewicht-Verhältnis | 5,7/8,5        |
| Verdichtungsverhältnis   | 24,5           |
| Betriebstemperatur       | 1850 K/1580 °C |